# Ursulinas de San Jerónimo
La Congregación de Hermanas Ursulinas de San Jerónimo (oficialmente en italiano: Istituto delle Suore Orsoline di San Girolamo) es un congregación religiosa católica femenina, de vida apostólica y de derecho pontificio, fundada en 1844 por la religiosa italiana Caterina Cittadini, en Somasca. A las religiosas de este instituto se les conoce como Ursulinas de San Jerónimo o de Somasca, y posponen a sus nombres las siglas S.O.S.

## Historia
La congregación tiene su origen en la escuela fundada por Caterina Cittadini en Somasca, con la ayuda de su hermana Giuditta, para la atención de los niños del pueblo. Al lado de la escuela organizó un residencia de estudiantes y un orfanato. Al morir su hermana, en 1844, Catalina confió el instituto a una nueva comunidad de religiosas, que le puso por nombre Instituto de Hermanas Ursulinas de San Jerónimo Emiliani.
El instituto recibió la aprobación como congregación religiosa de derecho diocesano por el obispo Pietro Luigi Speranza, de la diócesis de Bérgamo, el 19 de julio de 1858. La congregación recibió la aprobación pontificia por el papa Benedicto XV, mediante decretum laudis del 15 de agosto de 1917. Fue agregada a la Orden de los Hermanos Menores el 30 de octubre de 1932.

## Religiosas ilustres
Entre todas las religiosas de la congregación, resalta la figura de la madre fundadora, Caterina Cittadini (1801-1857), quien además de preocuparse por establecer escuelas de su congregación en favor de los más necesitados, murió con fama de santidad. Razón por la cual fue beatificada por el papa Juan Pablo II el 29 de abril de 2001. Junto a esta religiosa, se encuentra su hermana Giuditta Cittadini, con quien fundó la primera escuela de la que más tarde surgiría la congregación.

## Organización
La Congregación de Hermanas Ursulinas de San Jerónimo es un instituto religioso de derecho pontificio y centralizado, cuyo gobierno es ejercido por una superiora general. La sede central se encuentra en Bérgamo (Italia).
Las ursulinas de Somasca se dedican a la educación y formación cristiana de la juventud, para ello administran, escuelas, orfanatos, pensionados y otros institutos educativos. En 2017, el instituto contaba con 304 religiosas y 55 comunidades, presentes en Bélgica, Bolivia, Brasil, Filipinas, India, Indonesia, Italia y Suiza.